# Legião dos Veteranos
A Legião de Veteranos (espanhol: Legión de Ex-Combatientes, LEC) foi uma poderosa organização política boliviana existente entre 1936 e 1939.
A Legião de Veteranos foi fundada pelo Coronel Germán Busch Becerra em 13 de setembro de 1935, após a Guerra do Chaco.
A Legião de Veteranos foi associada aos governos revolucionários dos coronéis José David Toro Ruilova e Germán Busch Becerra (1936–1939) e atuou como a principal fonte de apoio político organizado para o regime militar. Para as eleições legislativas de 1938, a Legião de Veteranos foi o componente da Frente Única Socialista pró-militar.
A Legião de Veteranos não sobreviveu por muito tempo após o suicídio do Coronel Germán Busch.